# Gynacantha gracilis
Gynacantha gracilis – gatunek ważki z rodziny żagnicowatych (Aeshnidae). Występuje na terenie Ameryki Południowej.